# Господство Винебург и Байлщайн
Господството Винебург и Байлщайн (на немски: Herrschaft Winneburg und Beilstein) е територия на Свещената Римска империя (1488 – 1801) в Доленрейнски-Вестфалски имперски окръг. Господството Винебург се казва от 1362 г. Винебург-Байлщайн.

## История
Център на господството е в началото на 14 век построения замък Винебург при Кохем на Мозел в Рейнланд-Пфалц. Собственик на господството първо е благородническата фамилия фон Винебург. През 1362 г. фамилията наследява рода Браунсхорн и също господството Байлщайн със замък Байлщайн. Собствеността известно време е заложена на Курпфалц и Курфюрство Трир (Куртрир).
През 1488 г. се води Байлщайнската война. Куно III фон Винебург-Байлщайн и курфюрст Филип фон Пфалц се бият против Куртрир. Епископството Трир успява. Йохан II фон Баден, архиепископ и курфюрст на Трир, взема през 1488 г. господството на Куно III фон Винебург-Байлщайн. Едва през 1503 г. господството отново е дадено на Куно.
След измирането на фамилията фон Винебург през 1637 г. Куртрир взема господствата Винебург и Байлщайн. През 1652 г. господствата са дадени на фамилията на фрайхерен фон Метерних. Тогава господството има 17 села. През 1679 г. линията Винебург-Байлщайн на род Метерних е издигната на имперски граф. Те се наричат от тогава Метерних-Винебург и Байлщайн. Те запазват голяма част от собствеността до 1780 г. като кондоминиум заедно с Куртрир и графовете на Спонхайм.
Заедно господствата Винебург-Байлщайн в Доленрейнски-Вестфалски имперски окръг имат три квадратни метра площ и около 6500 жители.
През 1801 г. територията е към Франция. През 1815 г. територията е към Прусия. Последният господар на господството е княз Клеменс Венцел Лотар фон Метерних († 1860).

## Регенти
- 1652 – 1698	Филип Емерик († 6 март 1698)
- 1698 – 1719	Франц Фердинанд (* 1653; † 14 юни 1719), син
- 1719 – 1739	Филип Адолф (* 1686; † 17 септември 1739), син
- 1739 – 1750	Йохан Хуго Франц (* 28 септември 1710; † 24 март 1750), син
- 1750 – 1801	Франц Георг Карл фон Метерних (* 9 март 1746; † 11 август 1818), син